# Scleria robusta
Scleria robusta là loài thực vật có hoa trong họ Cói. Loài này được Camelb. & Goetgh. mô tả khoa học đầu tiên năm 2000.